# Vincze von Borbás

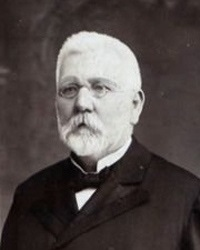
Vincze von Borbás

Vincze von Borbás, auch Vincent, Vince, (* 29. Juli 1844 in Ipoly-Litke, Ungarn; † 7. Juli 1905 in Klausenburg) war ein ungarischer, k. k. und k. u. k. österreichischer Botaniker. Sein offizielles botanisches Autorenkürzel lautet „Borbás“.

## Leben und Wirken
Er hat mehrere hundert Pflanzenarten als neu für die Wissenschaft benannt. Von diesen beschriebenen „Arten“ wird allerdings ein Großteil durch heutige Taxonomen nicht als eigenständige Art akzeptiert.

## Ehrungen
Nach ihm wurden mehrere Pflanzenarten benannt, unter anderem der Hornklee Lotus borbasii und das Rötegewächs Asperula borbasiana. Die Zeitschriften Borbasia (1938 bis 1940) und Borbasia Nova (1940 bis 1949 erschienen) sind zu seinen Ehren benannt worden.

## Werke
- Vasvármegye növényföldrajza és flóraja (Geographia atque enumeratio plantarum comitatus Castriferrei in Hungaria). 1887.
- Abauj Torna Vármegye Flórája. 1896.
- A Balaton Tavanak és Partmellekenek Növényföldraza és Edényes Növénzyzete. 1900.